# Олимп (регбийный клуб)
«Олимп» — украинский регбийный клуб из Харькова. Основан в 2005 году, выступает в Суперлиге Украины.

## История
Регби в Харькове зародилось в 1982 году. Первый клуб — «Легион-ОСК», который в чемпионатах 1999 и 2000 годов завоёвывал бронзовые медали, в 2001 и 2002 годах — серебряные, затем в 2003-м — снова бронзовые, а в 2004-м — ещё раз серебряные. И вот настал 2005 год, когда «Легион-ОСК» впервые в истории поднялся на чемпионскую вершину. В 2005 в клуб приходит Александр Ярославский и на его базе создает «Олимп». Валерий Кочанов, бывший последнее время играющим тренером, полностью сосредоточился на тренерской работе. С момента основания клуб является гегемонов украинского регби. Базовый клуб сборной Украины.

## Достижения
- Чемпион Украины — 15 раз (2005, 2006, 2007-08, 2008-09, 2009, 2010, 2011, 2012, 2013, 2014, 2015, 2016, 2017, 2018, 2019)
- Серебряный призёр чемпионата Украины — 1 раз (2007)
- Обладатель Кубка Украины по регби — 9 раз (2005, 2006, 2007, 2009, 2010, 2011, 2015, 2016, 2017)
- Чемпион Украины по регби-7  — 10 раз (2008, 2011, 2012, 2013, 2014, 2015, 2016, 2017, 2018, 2019)
- Обладатель Кубка Украины по регби-7 — 7 раз (2012, 2014, 2015, 2016, 2017, 2018, 2019 )

## Известные игроки
- Владислав Адажиник[1]
- Вячеслав Красильник
- Олег Косарев
- Сергей Церковный

## Тренеры
- С 2005: Валерий Кoчанов

## Стадион
«ХТЗ», адрес: Украина , Харьков , проспект Московский , 244/1